# Paracalyptrophora simplex
Paracalyptrophora simplex is een zachte koraalsoort uit de familie Primnoidae. De koraalsoort komt uit het geslacht Paracalyptrophora. Paracalyptrophora simplex werd in 2004 voor het eerst wetenschappelijk beschreven door Cairns & Bayer. 